# Nierstraszella
Nierstraszella is een geslacht van keverslakken uit de familie van de Nierstraszellidae.

## Soorten
De volgende soorten zijn het geslacht ingedeeld:
- Nierstraszella andamanica (E. A. Smith, 1906)
- Nierstraszella lineata (Nierstrasz, 1905)